# Amadeu Lopes Sabino
Amadeu António Pereira Lopes Sabino (Elvas, 27 de janeiro de 1943) é um escritor português.

## Biografia
Licenciado em Direito pela Universidade de Lisboa (1967), foi advogado, jornalista, docente universitário e funcionário europeu. Redator da Enciclopédia Luso-Brasileira de Cultura (1966-1967). Redactor do Diário de Lisboa, entre 1968 e 1971, e redator (depois, chefe de Redacção) da revista O Tempo e o Modo, entre 1967 e 1971, obteve reconhecimento público durante a fase final do Estado Novo através de artigos, ensaios e crónicas que tornaram visíveis, dentro dos limites da censura à imprensa, as teses maoístas e pró-chinesas, sobretudo no quadro da política internacional. Ao longo do mesmo período, desenvolveu intensa atividade política, legal e clandestina. Foi também no Diário de Lisboa e n'O Tempo e o Modo que publicou os primeiros textos de ficção. Dirigente associativo dos estudantes universitários, presidiu à direcção da Associação Académica da Faculdade de Direito de Lisboa (1966/1967) e foi membro do secretariado geral da RIA (Reunião Inter-Associações, 1967/68). Fundador da EDE (Esquerda Democrática Estudantil, 1968), esteve na origem da fundação do MRPP (Movimento Reorganizativo do Partido do Proletariado,1970). Preso pela PIDE em 1971, na sequência da publicação da brochura Inquérito operário e luta política, foi condenado pelo Tribunal Plenário a 22 meses de prisão e incorporado em regime disciplinar militar na Companhia Disciplinar de Penamacor. Exilou-se na Suécia entre 1973 e 1975, tendo seguido uma pós-graduação em Sociologia Política na Universidade de Lund. De regresso a Portugal, participou em movimentos de extrema-esquerda durante o período revolucionário que se seguiu ao 25 de Abril de 1974. Fez parte da direcção do GDUP´s, partido patrocinado e criado por Otelo Saraiva de Carvalho. Foi candidato autárquico em Oeiras, em Dezembro de 1976.
Após 1976, abandonou a política ativa. De 1978 a 1980, seguiu uma pós-graduação em Direito das Empresas na Faculdade de Direito da Universidade de Coimbra. A partir de 1969 ao final da década de 90, colaborou regularmente na imprensa (JL-Jornal de Letras, Artes e Ideias, Diário de Notícias, O Jornal, O Elvense, Expresso,  Jornal do Fundão, A Capital, entre outros). Funcionário das instituições europeias de 1984 a 2008, residindo em Bruxelas, foi conselheiro jurídico e, depois, director no Serviço Jurídico do Conselho da União e conselheiro especial do Presidente da Comissão, Durão Barroso. Nessa qualidade, publicou artigos e estudos em revistas de Direito Europeu, nomeadamente na Revue du Marché Commun et de l'Union Européene e na Revue Trimestrielle de Droit Européen.
A 4 de março de 2008, foi agraciado com o grau de Comendador da Ordem do Mérito. A 23 de abril de 2024, foi agraciado com o grau de Comendador da Ordem da Liberdade.

## Obra
Novelista, romancista e ensaista caracterizado “pela agilidade da narração e por um requintado hedonismo”, é autor de uma obra literária em que Álvaro Manuel Machado releva “uma irónica interrogação sobre o passado dito glorioso de Portugal e, simultaneamente, um pendor auto-reflexivo, cosmopolita e quase autobiográfico”. Escritor da expatriação e dos exílios, exteriores e interiores, evoca, de acordo com Eduardo Lourenço, a vivência no estrangeiro, “amarga como muitas, mas, como poucas, libertadora”.
Traduziu várias obras literárias e ensaísticas.
Recorreu a diversos pseudónimos, na publicação de livros, traduções e artigos de imprensa, nomeadamente durante a ditadura, entre eles: José-Pedro Gonçalves, Fernando Guerreiro e Marta Castro Alves.
A sua obra de ficção tem sido objecto de estudos académicos.

### Novelística
- Após Aljubarrota (1978)
- O cavaleiro cego (1982)
- O retrato de Rubens (1985)
- A capa escarlate (1989)
- Novelas imperfeitas (1991)
- A homenagem a Vénus (1997)
- A lua de Bruxelas (2000); 2.ª edição (2022)
- Vidas apócrifas (2005)
- A cidade do homem (2010)
- O negro de Monserrate. In : Histórias de Monserrate (2011)
- As claras madrugadas (2015)
- O todo ou o seu nada (2018)
- Quinas e Flores-de-Lis (2021)
- Tempo de Fuga (2021)
- Felix Mikailovitch (2022)
- Vidas Bissextas (2023)

### Crónicas e outras publicações
- GONÇALVES, José-Pedro (Amadeu Lopes Sabino, coautoria de MATOSO, Luís). O presidencialismo português. Textos de Sidónio Pais, Oliveira Salazar, Marcello Caetano.  Lisboa, Iniciativas Editoriais, 1971. (Pontos de Vista, 1)
- ALVES, Marta Castro (Amadeu Lopes Sabino). O processo das virgens. Aventuras, venturas e desventuras sexuais em Lisboa, nos últimos anos do fascismo, Lisboa, Afrodite, 1975.
- Liberdade para José Diogo (sem autoria expressa). Lisboa, Afrodite, 1975.
- GONÇALVES, José-Pedro (Amadeu Lopes Sabino) (compil. e intr. de). Dossier 2ª República : leis constitucionais, legislação ordinária, discursos oficiais, notas oficiosas, comunicados, proclamações, documentos,  Lisboa, Afrodite, 1976-77, 2v.
- Portugal é demasiado pequeno. Coimbra, Centelha, 1976.
- A luta dos moradores e a Constituição de 1976, coautoria de NUNES, Saul, & SABINO, Luís Filipe, Centelha, Coimbra, 1977.
- A Confederação, coautoria de Luís Galvão Teles, Centelha, Coimbra, 1978 (argumento cinematográfico).
- Dicionário das Comunidades Europeias, coautoria de SABINO, Luís Filipe, colab. de VASCONCELOS, Angela de. Lisboa, D. Quixote, 1986.
- L’Étoile du Nord.Bruxelas, Embaixada de Portugal, 1994.
- Amadeu Lopes Sabino (verbete). In :LACROIX, Jean (org.). Waterloo et les écrivains. Echevinat de la Culture de Waterloo, Waterloo, 2000,  p.204-205.
- Dante Alighieri et la monarchie européene. In : Europe, l’épure d’un dessein, Conselho da União Europeia, Bruxelas, 2006, p.48-51.
- Luigi Einaudi et le libéralisme pro-européen. In : Europe, l’épure d’un dessein, Conselho da União Europeia, Bruxelas, 2006, p.332-335.

### Memorialismo
- O viajante clandestino. In :MENDES, J. M. & JACINTO, Rui (orgs.) Identidades fugidias, Guarda, Centro de Estudos Ibéricos/Câmara Municipal da Guarda, 2001, p.102-108.
- À espera de Godinho, Bizâncio, Lisboa, 2009, coautoria de MORAES, J., PAIVA, M., e SOUSA, J. O..
- O reino e o exílio. In: CARDOSO, Fernando (coord.). Exílios. 2. Testemunhos de exilados desertores portugueses (1961-1974). Lisboa, Associação de Exilados Políticos Portugueses, 2017, p. 43-47.

#### Artigos & ensaios
- Os problemas chineses de Roger Garaudy. O Tempo e o Modo, Lisboa, n. 68, p.177-179, fev. 1969. (assina A. L. S.)
- Internacionalismo, coexistência pacífica, nacionalismo: algumas questões em torno de uma fronteira. O Tempo e o Modo, Lisboa, n. 71-72, p. 434-443, mai.-jun., 1969.
- Social democracia, democracia socialista. O Tempo e o Modo, Lisboa, n. 73, p. 10-12, nov., 1969.
- Guerrilha e organização. O Tempo e o Modo, Lisboa, n. 73, p. 42, nov., 1969.
- Biafra : guerra da secessão ou luta de classes ? O Tempo e o Modo, Lisboa, n. 77, p. 2-5, mar., 1970.
- Mesa redonda (escolhidos em reunião geral, sete redactores do T.M. – João Ferreira de Almeida, João Bénard da Costa, João Martins Pereira, Jorge Almeida Fernandes, Nuno Júdice, Luís Lobo e Amadeu Lopes Sabino – interrogam-se acerca do que é e do que pode ser um projecto-revista chamado O Tempo e o Modo). O Tempo e o Modo, Lisboa, n. 78, p. 11, abr., 1970.
- Algumas respostas de Amadeu Lopes Sabino (resposta às interrogações de Emídio Santana) (Conteste s.f.f.). O Tempo e o Modo, Lisboa, n. 78, p. 52-3, abr., 1970.
- A irresistível ascensão dos liberais portugueses. O Tempo e o Modo, Lisboa, n. 85, p. 5-9, nov.-dez., 1970.
- Inquérito operário e luta política (trad., sel. e pref. em colaboração com Sebastião Lima Rego). Edição dos autores, Lisboa, 1971. (Cadernos de Prática 1)
- Pombal, os Távoras & outras coisas. In :O processo dos Távoras – a expulsão dos Jesuítas, Edições Afrodite, Lisboa, 1974, p.461-471.
- Penser la constitution de l´Union européene. Revue du Marché Commun et de l ´Union Européene, n. 367, abr., 1993, p. 362-366.
- Penser la constitution de l´Union européene. In :MÉHEUT, Martine (org.) Le fédéralisme est-il pensable pour une Europe prochaine?, Éditions Kime, Paris, 1994, p.153-164.
- Les langues dans l´Union européene enjeux, pratiques et perspectives. Revue trimestrielle de droit européen, Paris, a.35 n.2, abr.-jun. 1999, p.159-169.
- Pierre Ménard et la constitution européene. In : A man for all treaties. Liber Amicorum en l´honneur de Jean-Claude Piris. Bruylant, Bruxelas, 2011, p. 385-398.
- Entre dois séculos. Viagem ao passado próximo. Lisboa, Editorial Bizâncio, 2014.
- As Alemanhas de Portugal. In: COELHO, Luísa (org.) Pontes por construir - Portugal e Alemanha. Lisboa, Bairro dos Livros, 2015, p. 40-51.
- Apocalipse lusitano em Berlim. In: COELHO, Luísa (org.). Portugal Alemanha - Convergências e divergências. Lisboa, Lisbon International Press, 2022, p. 397-439.